# Aethecerinus wilsonii
Aethecerinus wilsonii är en skalbaggsart som först beskrevs av Horn 1860.  Aethecerinus wilsonii ingår i släktet Aethecerinus och familjen långhorningar. Inga underarter finns listade i Catalogue of Life.